# Kesselostheim
Kesselostheim ist ein Gemeindeteil des Marktes Bissingen im schwäbischen Landkreis Dillingen an der Donau. Der Ort wurde am 1. Juli 1971 in den Markt Bissingen eingegliedert. Er liegt südöstlich von Bissingen am Zusammenfluss von Kessel und dem von Norden kommenden Rohrbach. Die höchste Höhe beträgt 420 m. 

## Name
Der Ort hieß anfänglich nur „Ostheim“ und ab 1356 „Ostheim an der Kessel“ zur Unterscheidung von dem 14 Kilometer nördlich gelegenen Wörnitzostheim. Seit dem späten 16. Jahrhundert setzte sich der Name Kesselostheim durch.

## Geschichte
Der Ort war eine Siedlung, die von Bissingen gegründet wurde, also ein Heim östlich von Bissingen. Die Gründung dürfte wohl im 7. Jahrhundert erfolgt sein, wie Reihengräberfunde auf dem Kappelberg bezeugen. 1375 wird eine Kirche auf dem Kappelberg genannt. Kesselostheim  war Sitz einer Herrschaft, 1270 wird ein Ulrich von Ostheim überliefert, der nicht eindeutig dem Ort zuzuweisen ist. Im Spätmittelalter kam die Familie Vetter aus Donauwörth in den Besitz des Ortes, den sie 1459 an das Kloster Mönchsdeggingen verkaufte. Eine Sölde gehört der Herrschaft Hohenburg-Bissingen. Durch die Säkularisation kam Kesselostheim 1803 an die Grafen von Oettingen-Wallerstein und durch die Mediatisierung 1806 an Bayern.  

## Religionen
Kesselostheim gehörte immer zur Pfarrei Bissingen. Die Kapelle auf dem Kappelberg, Benediktuskapelle genannt, ist nach 1716 abgegangen. 

## Bevölkerungsentwicklung
- 1840: 103 Einwohner
- 1939: 108 Einwohner
- 1950: 153 Einwohner
- 1961: 153 Einwohner[3]
- 1970: 143 Einwohner[3]
- 1980: 138 Einwohner
- 2000: 179 Einwohner